# Jan van de Velde
Jan van de Velde mladší (1593, Delft či Rotterdam, Nizozemsko – 1. listopadu 1641, Enkhuizen, Nizozemsko) byl umělcem holandské „zlaté éry“. Specializoval se na rytiny se zvířecími motivy, krajinomalbu a zátiší. Byl synem Jana van de Velde staršího a otcem malíře zátiší Jana Jansze van de Velde.

## Život
Narodil se buď v Delftu nebo Rotterdamu. Byl vyučen rytcem Jacobem Mathamem roku 1613, a vstoupil do haarlemského cechu roku 1614, a potom pravděpodobně navštívil Itálii. Je více známý pro své rytiny a lepty, než pro své malby.  Podle Houbrakena byl bratrem Esaiase van de Veldea a Willema van de Velde staršího, avšak podle Johna Denisona Champlina Esaias byl jeho bratranec, a s Willémem nebyl nikterak rodině spřízněn. Van de Velde zemřel v Enkhuizen.

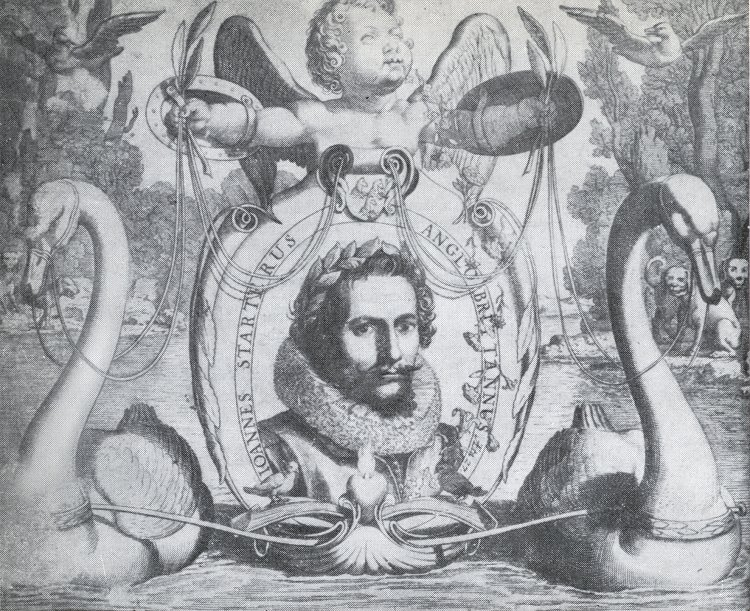
Dílo Jana van de Veldeho

Jeho synem byl malíř Jan Jansz van de Velde III. (1620 – 1662). Teprve roku 1883 byly objeveny práce Jana van de Velde IV., vynálezce techniky akvatinty.

## Kresby Haarlemu
Roku 1616, maloval několik scenérií z Haarlemu jako sérii 26 krajin. Úspěch mu dovolil navázat po třiceti letech a tentokrát již velkoryseji: vytvořil 60 krajin. Většina z nich byla umístěny v archivech severního Holandska. Zde se nachází i několik děl ze série 12 lokálních krajin od Esaiase, která působí jako spolupráce autorů. Po smrti jeho vydavatele byly práce Jana van de Velda nabídnuta na prodej roku 1674 formou inzerátu v Haarlems Dagblad.